# سجلماسه
سِجِلماسَه شهر و بندری صادراتی در سده‌های میانه در لبهٔ شمالی صحرای آفریقا در سرزمین مغرب بود. ویرانه‌های باستانی آن در پنج کیلومتری رود زیز در تافیلالت در واحه‌ای برجای مانده‌سد.. سجلسماسه در تاریخ مغرب شهری شناخته‌شده است که پی‌در پی از سوی بربرها هجوم‌هایی به آن شد. تا سدهٔ ۱۴ به عنوان مرکز تجارتی غرب تجارت ماورای صحرا مهم شمرده‌می شد و آن را یکی از مهم‌ترین مراکز تجارت در مغرب در قرون وسطی می‌دانند.

## یادداشت
1. ↑  . Annals of the Association of American Geographers. پارامتر |first1= بدون |last1= در Authors list وارد شده‌است (کمک); پارامتر |عنوان= یا |title= ناموجود یا خالی (کمک); پارامتر |تاریخ بازیابی= نیاز به وارد کردن |پیوند= دارد (کمک)